# Christian Azar
Christian Azar, född den 28 januari 1969 i Örebro, är en svensk fysiker och miljöforskare som är professor i fysisk resursteori vid Chalmers tekniska högskola i Göteborg.

## Biografi
Azar forskar om hållbara energisystem. Efter civilingenjörsexamen i teknisk fysik tog Azar doktorsexamen vid Chalmers 1995 på en avhandling med titeln Long-term environmental problems, economic measures and physical indicators och fick en av de sex nya miljöinriktade professurer som Chalmers inrättade 2000 inom projektet Chalmers Environmental Initiative, CEI. I sin forskning blandar han fysisk förståelse för klimateffekter med ekonomiska styrmedel. Enligt Google Scholar har hans vetenskapliga publicering (2022) drygt 8 000 citeringar och ett h-index på 44. 
Azar var värd för Sveriges Radio P1:s radioprogram Sommar den 18 juni 2003. Han publicerade hösten 2008 den populärvetenskapliga boken Makten över klimatet.
Azar tog på 1990-talet initiativet till det studentfotbollslag som var ursprunget till idrottsföreningen BK Skottfint.

### Familj
Christian Azar är bror till idéhistorikern Michael Azar och författaren Robert Azar.

## Priser och utmärkelser
- 2006 – Lars Salvius-priset, tillsammans med Bert Bohlin [13]

- 2007 – Tage Erlanders pris i naturvetenskap och teknik [14]

- 2008 – Chalmerska stiftelsens pris för bedriften att synligt utveckla Chalmers samverkan med det omgivande samhället. [15]

- 2009 – Utnämnd till Sveriges miljömäktigaste av tidningen Miljöaktuellt [16]

- 2009 – Göteborgs Stads förtjänsttecken [17]

- 2009 – Sveriges Ingenjörers Miljöpris [18]

- 2010 – Harry Martinson-priset [19]

- 2010 – José Vasconcelos World Award of Education [20]